# Zamłyniec
Zamłyniec – część wsi Lejno położona w Polsce, w województwie lubelskim w powiecie parczewskim, w gminie Sosnowica. Leży nad Jeziorem Zagłębocze.
W latach 1975–1998 miejscowość należała do województwa chełmskiego. 
Zamłyniec wchodzi w skład sołectwa Lejno. Graniczy z Lejnem i Nowym Orzechowem. Prezentuje typowy wygląd miejscowości letniskowej. Dominujący typ budynków stanowią charakterystyczne domki jednorodzinne na wydzielonych działkach.

## Historia
W wieku XIX wieś czynszowa w dobrach Lejno Józefa Seweryna Liniewskiego, w roku 1866 dobra te posiadały 3693 morgi gruntów (ok. 2068 ha) w tym Zamłyniec 6 osad i 22 morgi. gruntu.